# Euxoa perexellens
Euxoa perexellens är en fjärilsart som beskrevs av Augustus Radcliffe Grote 1875. Euxoa perexellens ingår i släktet Euxoa och familjen nattflyn. Inga underarter finns listade i Catalogue of Life.